# Komarno, Muntenegru
Komarno este un sat din comuna Bar,, Muntenegru. Conform datelor de la recensământul din 2003, localitatea are 26 de locuitori (la recensământul din 1991 erau 37 de locuitori).

## Demografie
În satul Komarno locuiesc 20 de persoane adulte, iar vârsta medie a populației este de 47,3 de ani (50,1 la bărbați și 45,0 la femei). În localitate sunt 13 gospodării, iar numărul mediu de membri în gospodărie este de 2,00.
|  |

| Demografie | Demografie | Demografie |
| An         | Locuitori  | Locuitori  |
| ---------- | ---------- | ---------- |
|            |            |            |
|            |            |            |
|            |            |            |
|            |            |            |
| 1948       | 258        |            |
| 1953       | 233        |            |
| 1961       | 159        |            |
| 1971       | 108        |            |
| 1981       | 62         |            |
| 1991       | 37         | 37         |
| 2003       | 26         | 26         |

| \| Componența etnică conform recensământului din 2003[2] \| Componența etnică conform recensământului din 2003[2] \| Componența etnică conform recensământului din 2003[2] \| Componența etnică conform recensământului din 2003[2] \| Componența etnică conform recensământului din 2003[2] \| \| ----------------------------------------------------- \| ----------------------------------------------------- \| ----------------------------------------------------- \| ----------------------------------------------------- \| ----------------------------------------------------- \| \| \| \| \| \| \| \| Muntenegreni \| Muntenegreni \| \| 23 \| 88,46% \| \| Sârbi \| Sârbi \| \| 3 \| 11,53% \| \| necunoscută \| necunoscută \| \| 0 \| 0% \| |              |  |    |        |
| Componența etnică conform recensământului din 2003 |              |  |    |        |
| |              |  |    |        |
| Muntenegreni | Muntenegreni |  | 23 | 88,46% |
| Sârbi | Sârbi        |  | 3  | 11,53% |
| necunoscută | necunoscută  |  | 0  | 0%     |